# Martine Bond
Martine Bond (Volendam, 24 maart 1984), artiestennaam Martine, is een Nederlandse popzangeres. Ze is een singer-songwriter en zingt Engelstalig.

## Biografie
Bond was al jong bezig met muziek. Aanvankelijk speelde ze dwarsfluit en contrabas en begin 2000 nam ze, geïnspireerd door onder meer Nick Drake en Beth Hart, de gitaar ter hand en is ze haar eigen muzikale weg ingeslagen. Bond treedt regelmatig op. Haar producent is Patrick Mühren (onder andere Marco Borsato, Trijntje Oosterhuis en Within Temptation).
In de jaren daarna ontwikkelde Bond zich muzikaal. Als tiener zocht ze haar weg via vele coverbandjes en gastoptredens in het lokale circuit. Ze vertolkte de rol van Maria Magdalena in de Volendamse versie van de rockopera Jesus Christ Superstar (2005 en 2007).
Eind 2006 bracht ze haar debuutalbum 'Bittersweet Love' uit. Op dit album wordt ze begeleid door onder meer Gregor Hamilton (keyboards), Jaap Kwakman (gitaar), Serge Bredewold (bas), Ton Dijkman (drums) en Antoon Tolsma (percussie). De strijkersarrangementen zijn van de hand van Tom Bakker. Op Radio 2 werd het album 'strepenmeester' in het programma 'De strepen van Spits' van Frits Spits en cd van de week in het programma 'Easy listening' van Meta de Vries.
Eind 2008 nam ze het nummer "Heartbeat" op. Dit nummer is gebruikt als muzikale begeleiding bij een reclame voor verzekeringsmaatschappij Allsecur. Het nummer is geschreven door Darre Dante en Piebe Piebenga van reclamebureau Ogilvy. In 2012 nam ze deel aan het programma ‘De Beste Singer-Songwriter van Nederland’ met het nummer ‘This is New York’.
In 2014 bracht ze haar tweede album uit, 'LOVE • HATE • FATE’.  Aan de vooravond ervan gaf ze een korte impressie van ‘On the Run’ in De Wereld Draait Door.

## Discografie
- Bittersweet Love (cd 2006) (debuutalbum)
- Liedjes in de toon van het leven van 3Js (cd 2006) (gastvocaliste op 2 tracks)
- Jesus Christ Superstar door Volendammer cast (dvd/cd 2006) (Maria Magdalena)
- Dansen op de dijk van 3Js (cd 2005) (gastvocaliste op 2 tracks)
- Mijlenver (single 3Js) (duet met Jan Dulles)
- Watermensen van 3Js (cd 2007) (gastvocaliste op 2 tracks)
- Geef mij je lach van Jan Keizer (2e stem op Dans je de laatste dans met mij)
- Heartbeat (single)
- Lost in a Maze (single)
- Alles voor een ander (single)
- Fool (single)
- On the run (single, 18 april 2014)
- LOVE • HATE • FATE (tweede album, 18 april 2014)